# Ведрине
Ведрине (хорв. Vedrine) — населений пункт у Хорватії, у Сплітсько-Далматинській жупанії у складі міста Триль.

## Населення
Населення за даними перепису 2011 року становило 851 осіб.
Динаміка чисельності населення поселення:

## Клімат
Середня річна температура становить 13,10 °C, середня максимальна – 27,94 °C, а середня мінімальна – -2,04 °C. Середня річна кількість опадів – 893 мм.
| Клімат поселення                              | Клімат поселення | Клімат поселення | Клімат поселення | Клімат поселення | Клімат поселення | Клімат поселення | Клімат поселення | Клімат поселення | Клімат поселення | Клімат поселення | Клімат поселення | Клімат поселення | Клімат поселення |
| Показник                                      | Січ.             | Лют.             | Бер.             | Квіт.            | Трав.            | Черв.            | Лип.             | Серп.            | Вер.             | Жовт.            | Лист.            | Груд.            |                  |
| Середній максимум, °C                         | 9,44             | 10,77            | 14,10            | 17,76            | 22,24            | 26,03            | 27,94            | 27,92            | 23,15            | 18,36            | 12,87            | 9,93             |                  |
| Середня температура, °C                       | 3,69             | 5,02             | 8,35             | 12,00            | 16,49            | 20,28            | 23,14            | 23,11            | 18,34            | 13,56            | 8,07             | 5,13             |                  |
| Середній мінімум, °C                          | −2,04            | −0,72            | 2,60             | 6,26             | 10,75            | 14,52            | 18,33            | 18,32            | 13,54            | 8,77             | 3,28             | 0,34             |                  |
| Норма опадів, мм                              | 76               | 66               | 71               | 76               | 61               | 60               | 41               | 54               | 77               | 98               | 115              | 98               |                  |
| Середньомісячна швидкість вітру, м/с          | 2.39             | 2.72             | 2.88             | 2.70             | 2.41             | 2.16             | 2.17             | 2.02             | 2.22             | 2.28             | 2.74             | 2.73             |                  |
| Середньомісячна сонячна радіація, кДж/м²·день | 5451             | 8223             | 11888            | 16256            | 20197            | 22767            | 24541            | 21562            | 16000            | 10422            | 5963             | 4654             |                  |
| --------------------------------------------- | ---------------- | ---------------- | ---------------- | ---------------- | ---------------- | ---------------- | ---------------- | ---------------- | ---------------- | ---------------- | ---------------- | ---------------- | ---------------- |
| Джерело:                                      |                  |                  |                  |                  |                  |                  |                  |                  |                  |                  |                  |                  |                  |